# 남극발광샛비늘치속
남극발광샛비늘치속(Electrona)은 샛비늘치과에 속하는 조기어류 속의 하나이다. 작은 원반 형태의 물고기이다. 발광샛비늘치(E. risso)는 인도양과 대서양, 지중해 등 전세계에 널리 분포하지만, 나머지 4종은 남반구에 제한적으로 서식한다. 매일 서식 공간을 옮기는 패턴을 보인다. 낮 동안에는 수심 400~1,000m에 집중적으로 서식하고 밤에는 수심 5~100m의 해수면 가까이로 올라온다.

## 하위 종
- 남극발광샛비늘치 (E. antarctica) (Günther, 1878)
- 긴남극발광샛비늘치 (E. carlsbergi) (Tåning, 1932)
- E. paucirastra Bolin, 1962
- E. risso (Cocco, 1829)
- E. subaspera (Günther, 1864)